# Gänsewerder
Gänsewerder es una pequeña isla deshabitada de Alemania que se encuentra en la Bodden Schaproder, una laguna en la costa del mar Báltico, a 400 metros al este de la Península Gellen, en Hiddensee. Es parte del área del parque nacional de la laguna de Pomerania occidental y su acceso está restringido para el público.
La superficie de Gänsewerder es plana, arenosa y húmeda, y solo pequeñas plantas sólo crecen allí. Hay un pequeño estanque en el noreste de la isla. La isla tiene una forma ovalada y se inclina a lo largo de su eje más largo de suroeste a noreste. Mide alrededor de 328 por 155 metros y tiene una superficie de unas 4 hectáreas.